# Marguerite Donlon
Marguerite Donlon, née le 31 mai 1966 à Longford (Irlande), est une danseuse, chorégraphe et directrice de ballet irlandaise.

## Biographie
Marguerite Donlon est née dans le County irlandais Longford. Après avoir pratiqué la danse traditionnelle irlandaise dans son enfance, elle suit tardivement une formation de danse classique à l’âge de 16 ans auprès de Anica Dowson et Dorothy Stevens. 
Elle remplit son premier engagement en tant que danseuse à l’English National Ballet, alors sous la direction de Peter Schaufuss. En 1990, elle passe soliste au Ballet du Deutsche Oper Berlin, où elle travaille en collaboration avec des grands noms de la danse comme Natalia Makarova, Rudolf Nurejew et Sir Kenneth MacMillan.  Elle y danse des pièces de Maurice Béjart, William Forsythe, Bill T. Jones, Meg Stuart et Jiří Kylián.
Depuis 2001, Marguerite Donlon est directrice de ballet et chorégraphe au Saarländisches Staatstheater et a formé sa compagnie, la Donlon Dance Company. Au fil des années, la Donlon Dance Company est devenue un ensemble artistique estimé et régulièrement invité en Allemagne, Belgique, au Luxembourg, en Irlande, en Corée de Sud et aux États-Unis. En 2005, Marguerite Donlon a également produit deux films sur la danse pour ARTE, "Taboo or not" et "Carmen privat". 

En complément de son travail à Sarrebrück, Marguerite Donlon a travaillé pour de nombreuses compagnies autour de la planète comme pour le Ballet du Wiener Staatsoper, le Nederlands Dans Theater II, le Stuttgarter Ballett, le Ballet der Komischen Oper de Berlin, l'Opéra national de Corée (Séoul).
Au cours de la saison 2011/12, Marguerite Donlon fêtera le dixième anniversaire de sa compagnie. Pour célébrer cette décennie d'existence, la Donlon Dance Company ponctue cette saison anniversaire d'événements: une tournée en Asie avec le spectacle "Casa Azul - Inspired by Frida Kahlo" en septembre, la 3e édition du Festival n.o.w. dance saar en octobre et un gala anniversaire au printemps 2012.

## Nominations
- 2007 : prix Benois de la danse (Giselle Reloaded)
- 2007 : prix Der Faust (Romeo und Julia)
- 2007 : Saarländischer Verdienstorden

## Œuvres
| - 1999 : Patch of Grass - 2000 : Different Directions - 2001 : We Three Sheep - 2002 : BeBob - 2002 : How fast you want! - 2002 : Somewhere Between Remembering and Forgetting - 2002 : Move - 2002 : Taboo or not - 2003 : Chocolate (bittersweet) - 2003 : Carmen privat - 2003 : Poetic Licence - 2004 : Blind Date - 2004 : Zettels Sommernachts Traum - 2005 : Strokes Through The Tail - 2005 : Tanz mir das Lied vom Tod - 2005 : Die Schachtel - 2005 : Eros - Life Instinct - 2005 : Erinnerung an... eine Zukunft - 2005 : On Top - 2006 : CRASH - 2006 : Schatten | - 2006 : Die roten Schuhe - 2006 : Words and Music (And Silence) - 2006 : Giselle Reloaded - 2007 : Romeo und Julia - 2007 : Seed - 2008 : Der Nussknacker - 2008 : Splash! - 2008 : Sound Moves - 2008 : Le Sacre du printemps - 2009 : Schwanensee - 2009 : Casa Azul - Inspired by Frida Kahlo - 2010 : Footprints - 2010 : Buster Keaton in Silent Mov(i)e - 2011 : Secret de l'Immortalité (alpha, soma) - 2011 : BLUE - 2012 : Heroes - 2012 : Labyrinth of Love - 2013 : LIEBE in schwarz-weiß - 2013 : Close Up - 2013 : Wings - 2014 : Shadow |